# Fudbalski klub Čukarički
L'Fudbalski klub Čukarički (in serbo Фудбалски клуб Чукарички), noto dal 2000 al 2012 come Čukarički Stankom per motivi di sponsorizzazione, è una società calcistica serba con sede a Belgrado, nel municipio di Čukarica, il secondo più grande della città. Milita nella Superliga, la prima divisione del campionato serbo di calcio.

## Storia
Il ČSK-Čukarički sport klub venne fondato il 4 luglio 1926 nel corso di un incontro al ristorante Majdan di Belgrado. La squadra, di carattere dilettantistico, scelse come colori sociali il bianco e il nero. Il club, presieduto da Miloš Ilić, uno dei pionieri dell'aviazione serba, fu aggregato alla terza lega belgradese, ma già nel 1928 passò nella seconda divisione di Belgrado, dove rimase fino al 1936, quando fu promosso nell'allora seconda serie del campionato nazionale, la Beogradski loptački podsavez - BLP (in serbo: Београдски лоптачки подсавез - БЛП). La crescita del sodalizio sarà drasticamente interrotta dalla seconda guerra mondiale.
La riorganizzazione dei campionati di calcio nella neonata Repubblica Socialista Federale di Jugoslavia piazzò nel 1948 il FKČ in sesta serie, ma già nel 1954-1955 il club militò nella terza divisione. Il massimo traguardo venne raggiunto dal club nell'epoca della Jugoslavia unita, con la promozione in Druga Liga, il secondo livello nazionale, al termine della stagione 1971-1972. La categoria venne mantenuta per diversi anni.
Con la dissoluzione dello stato, negli anni '90, approfittando degli spazi lasciati dalle squadre croate, slovene, macedoni e bosniache, il club iniziò una scalata delle classifiche fino alla prima, storica promozione in Superliga, avvenuta nel 1994-1995. La categoria fu mantenuta fino al 1998. Di questi anni si ricordano le prime partecipazioni alle competizioni europe e, con la Coppa Intertoto 1996 e 1997. 
Nella stagione 1999-2000 il Čukarički raggiunse la più alta posizione in classifica, il sesto posto finale, prima di retrocedere nel 2003. La promozione dell'anno seguente fu seguita da un'immediata retrocessione, ma dal 2007-2008 l'FKČ ad oggi è sempre stato presente nella massima serie del campionato serbo di calcio, con le sole eccezioni delle stagioni 2010-2011 e 2011-2012. 
Nella stagione 2014-2015 la squadra vinse il suo primo titolo a livello nazionale, battendo in finale il Partizan con una rete di Slavoljub Srnić e aggiudicandosi così la Coppa di Serbia. Dal 2014-2015 al 2016-2017 la squadra ottiene tre qualificazioni consecutive ai preliminari di UEFA Europa League.
Nel 2019-2020 la squadra viene eliminata ai preliminari di Europa League e nel 2021-2022 e 2022-2023 ai preliminari di Conference League, competizione al cui tabellone principale accede nel 2023-2024, qualificandosi alla fase a gironi.

## Strutture

### Stadio
Lo stadio Čukarički, noto anche come Stadion na Banovom brdu, dal nome del quartiere dove sorge, è stato edificato nel 1969 con la sola tribuna est, scoperta. Rinnovato nel 2013, quando è stata aggiunta la nuova tribuna ovest oltre al sistema d'illuminazione, l'impianto è stato inaugurato il 18 agosto 2013 con la partita contro lo Sloboda Užice.
L'inizio della stagione 2018-2019 ha portato la capacità totale a 7.000 posti, tutti a sedere, con il completamento della tribuna ovest e l'aggiunta del settore ospiti, separato.

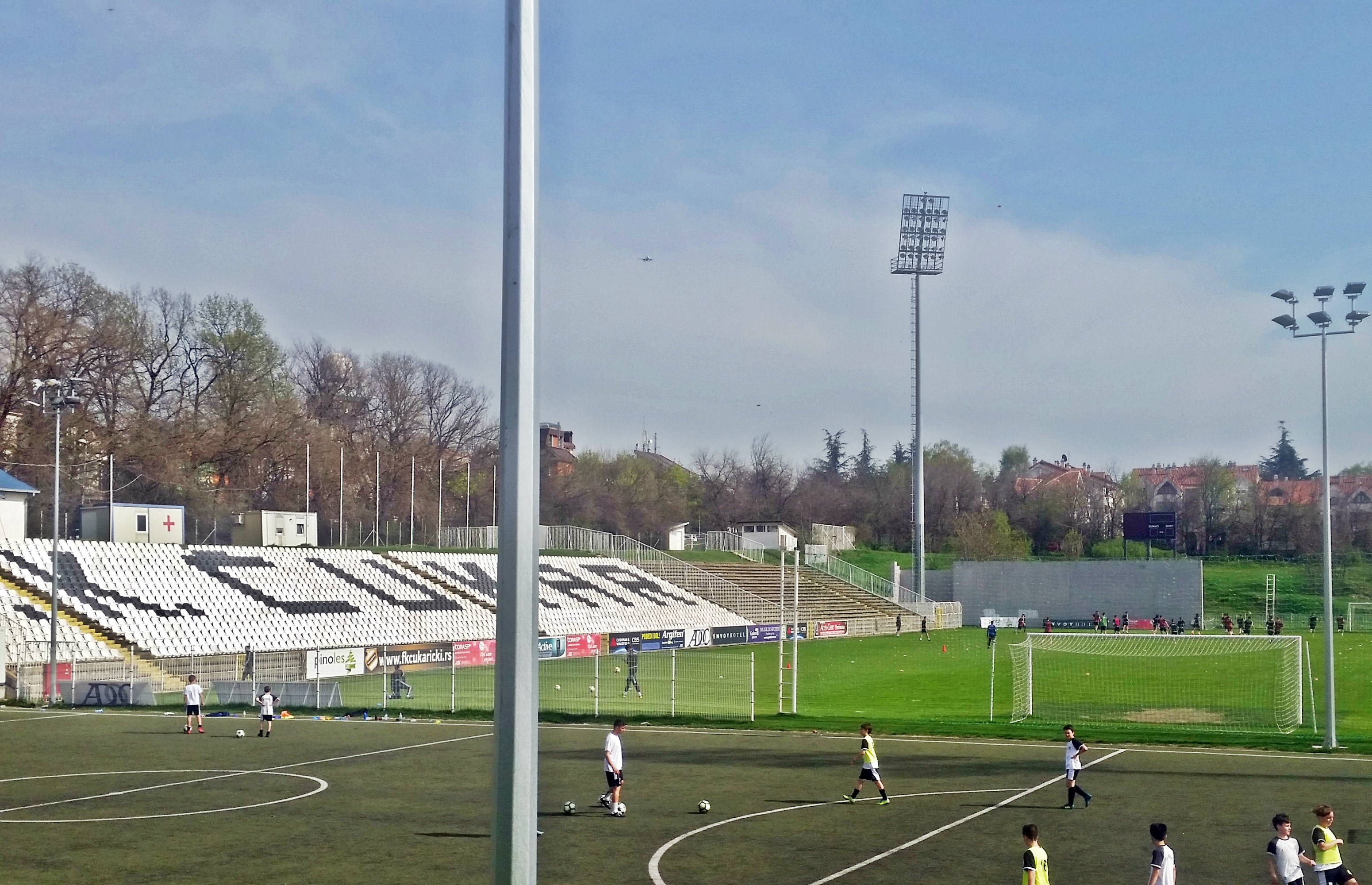
Stadio Čukarički, tribuna Istok

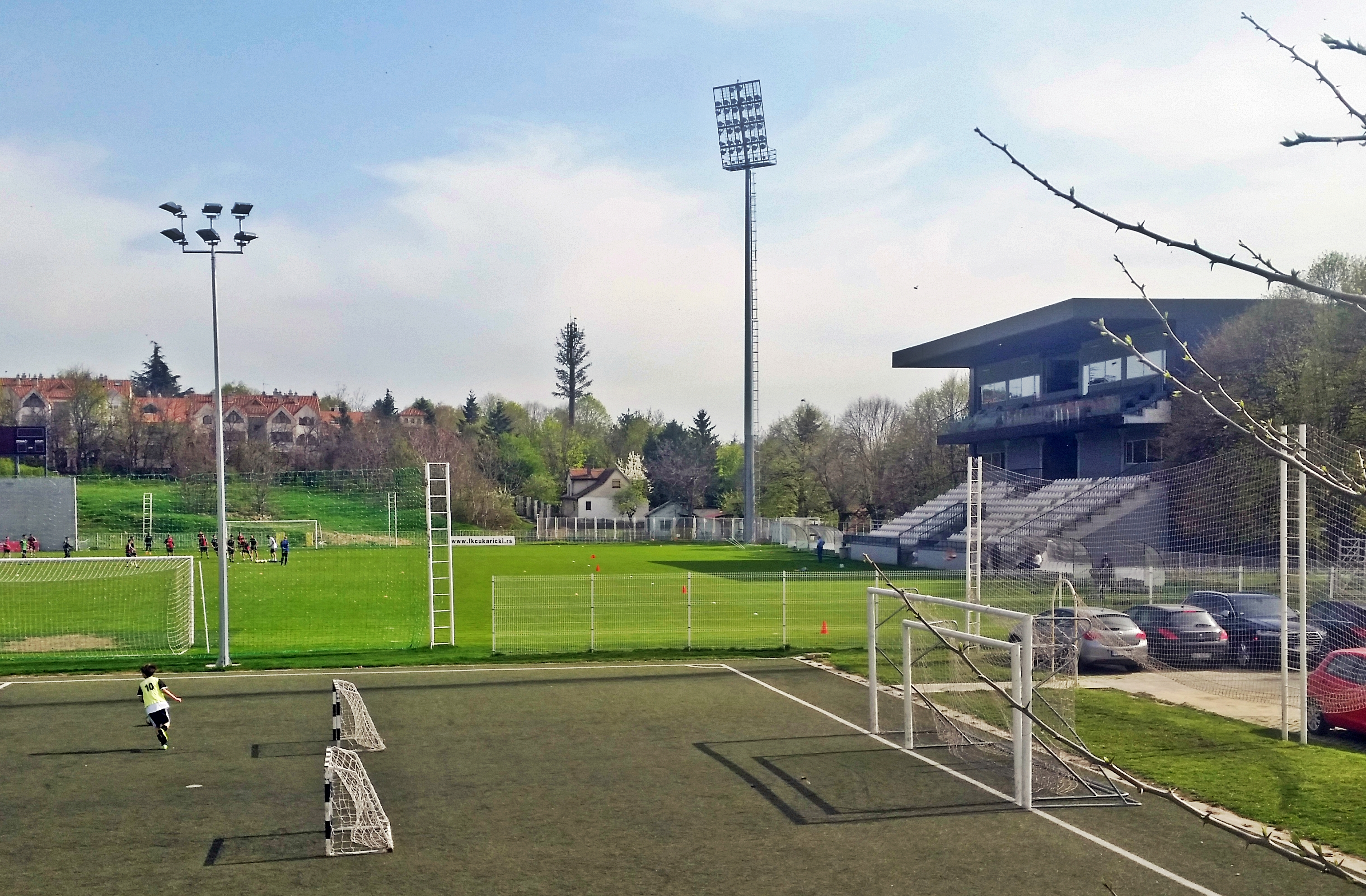
Stadio Čukarički, tribuna Zapad

## Palmarès

### Competizioni nazionali
- Coppa di Serbia: 1

2014-2015
- Druga liga SR Jugoslavije: 2

1998-1999 (girone est), 2003-2004 (girone ovest)

### Competizioni regionali
- Beogradski loptački podsavez: 1

1938-1939

### Altri piazzamenti
- Campionato serbo:

Terzo posto: 2014-2015, 2020-2021, 2021-2022, 2022-2023
- Coppa di Serbia:

Finalista: 2022-2023
Semifinalista: 2016-2017, 2017-2018, 2019-2020
- Prva Liga Srbija:

Secondo posto: 2006-2007, 2012-2013

## Organico

### Rosa 2023-2024
Aggiornata al 9 febbraio 2024.
| N. |                          | Ruolo | Calciatore             |
| -- | ------------------------ | ----- | ---------------------- |
| 1  | Serbia (bandiera)        | P     | Nemanja Belić          |
| 2  | Serbia (bandiera)        | D     | Viktor Rogan           |
| 3  | Serbia (bandiera)        | D     | Nemanja Tošić          |
| 4  | Serbia (bandiera)        | D     | Bojan Kovačević        |
| 5  | Serbia (bandiera)        | C     | Marko Docić (capitano) |
| 6  | Serbia (bandiera)        | D     | Miladin Stevanović     |
| 7  | Serbia (bandiera)        | C     | Dušan Jovančić         |
| 8  | Serbia (bandiera)        | C     | Luka Stojanović        |
| 10 | Serbia (bandiera)        | A     | Đorđe Ivanović         |
| 11 | Serbia (bandiera)        | A     | Luka Adžić             |
| 13 | Corea del Sud (bandiera) | D     | Ji-un You              |
| 14 | Mali (bandiera)          | C     | Sambou Sissoko         |
| 15 | Serbia (bandiera)        | D     | Luka Subotić           |
| 16 | Guinea-Bissau (bandiera) | A     | Zé Mário               |
| 18 | Serbia (bandiera)        | D     | Vukašin Jovanović      |
| 21 | Serbia (bandiera)        | C     | Nikola Stanković       |

| N. |                                 | Ruolo | Calciatore         |
| -- | ------------------------------- | ----- | ------------------ |
| 23 | Serbia (bandiera)               | P     | Filip Samurović    |
| 24 | Serbia (bandiera)               | P     | Nenad Filipović    |
| 30 | Serbia (bandiera)               | D     | Vojin Serafimović  |
| 45 | Serbia (bandiera)               | C     | Igor Miladinović   |
| 47 | Montenegro (bandiera)           | A     | Bojica Nikčević    |
| 70 | Serbia (bandiera)               | A     | Aleksa Janković    |
| 72 | Senegal (bandiera)              | A     | Ibrahima N'Diaye   |
| 77 | Bosnia ed Erzegovina (bandiera) | C     | Stefan Kovač       |
| 91 | Serbia (bandiera)               | A     | Mihajlo Cvetković  |
|    | Brasile (bandiera)              | A     | Vinicius Mello     |
|    | Grecia (bandiera)               | C     | Nemania Milogevits |
|    | Serbia (bandiera)               | A     | Slobodan Tedić     |
|    | Serbia (bandiera)               | C     | Mitar Ergelaš      |
|    | Serbia (bandiera)               | P     | Lazar Kaličanin    |
|    | Serbia (bandiera)               | C     | Uroš Miladinović   |

## Calciatori

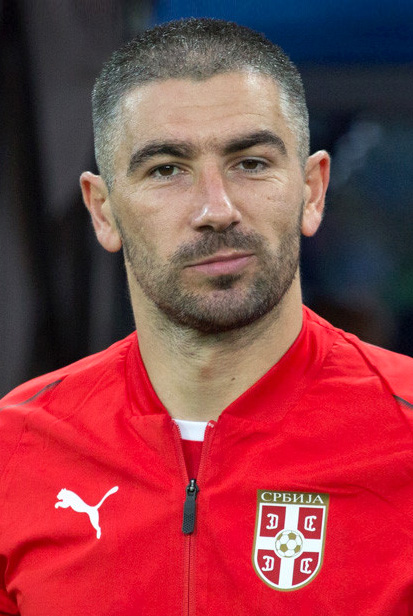
Aleksander Kolarov

Molti giocatori passati tra le file del FKČ sono stati convocati nelle nazionali maggiori, tra questi i più famosi sono:
- Aleksander Kolarov
- Miloš Ninković
- Goran Gavrančić
- Blagoje Marjanović
- Albert Nađ
- Andrija Pavlović
- Dimitrije Kamenović

## Statistiche e record

### Statistiche nelle competizioni UEFA
Tabella aggiornata alla fine della stagione 2022-2023
| Competizione                  | Partecipazioni | G  | V | N | P | RF | RS |
| ----------------------------- | -------------- | -- | - | - | - | -- | -- |
| Coppa UEFA/UEFA Europa League | 3              | 12 | 5 | 4 | 3 | 15 | 13 |
| UEFA Europa Conference League | 2              | 8  | 4 | 1 | 3 | 16 | 14 |
| Coppa Intertoto               | 2              | 8  | 2 | 0 | 6 | 9  | 17 |